# Porphyria's Lover
L'Amant de Porphyria
Vous lisez un « bon article » labellisé en 2010.

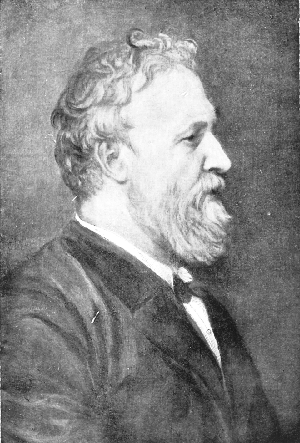
Robert Browning, l'auteur de Porphyria's Lover.

Porphyria's Lover (L'Amant de Porphyria) est un poème de Robert Browning d'abord publié sous le titre de Porphyria en janvier 1836 par le Monthly Repository, puis au sein des Dramatic Lyrics de 1842, en parallèle avec Johannes Agricola in Meditation (« Johannes Agricola médite »), sous le titre commun Madhouse Cells (« Cellules d'asile d'aliénés»). Le poème ne reçoit son appellation définitive qu'en 1863. Porphyria's Lover est le premier des monologues dramatiques qui, tout en restant relativement courts, explorent les méandres d'une psychologie anormale.
Le locuteur s'exprime à la première personne et raconte d'une voix apparemment neutre, d'où n'émergent que quelques frémissements, la visite que lui a faite Porphyria, les tâches de la vie ordinaire qu'elle accomplit, puis comment il l'étrangle avec sa propre chevelure, et enfin passe le reste de la nuit à jouer avec son visage désormais à sa merci.
Lors de sa parution, le poème reçoit un accueil confidentiel tant du public que de la critique. C'est aujourd'hui l'une des œuvres de Robert Browning les plus lues et les plus retenues pour les anthologies et les manuels de littérature.
Son caractère énigmatique et son écriture atypique ont conduit les exégètes à de multiples interprétations. Toutefois, la plus communément admise est que le meurtre perpétré relève d'une pulsion pathologique.

## Généralités

### Titre
Le titre émane de l'auteur (à la différence du poème, il est à la troisième personne) qui, par le choix du mot « amant » (lover), désigne un personnage auquel est conférée la fonction de sujet. Toutefois, le génitif (ou cas possessif) anglais (Porphyria's Lover) présente d'abord le nom de la femme qui, de ce fait, est nommée en premier. De plus, il entrelace les deux protagonistes en une étreinte morphologique représentant certaines situations ou jugements portés a posteriori : la relation existant entre l'homme et la femme, et aussi l'image que s'en fait le locuteur une fois l'action parvenue à son terme.

### Choix du prénom

John Keats.

Le prénom « Porphyria » n'a pas, selon certains critiques, été choisi au hasard. « Porphyria », en anglais, est aussi le nom d'une maladie, la porphyrie. Pris littéralement, cela implique que la jeune femme ou, selon d'autres analyses, le locuteur lui-même, voire les deux, soient porteurs du mal. Quoi qu'il en soit (voir les possibles interprétations dans la section « Interprétations »), la maladie avait été homologuée par les instances médicales peu avant 1842 et on sait que Browning s'intéressait vivement aux pathologies psychiatriques, dont certaines sont induites par la porphyrie.
D'autre part, ce prénom peut faire penser au poème de Keats The Eve of St. Agnes dont un personnage s'appelle Porphyro. Cette thèse est défendue par Catherine Maxwell qui souligne que Porphyro est la version masculine de Porphyria. Elle explique que les deux noms dérivent du mot grec πορφύρα / porphúra, signifiant « pourpre », comme s'en souvient Keats qui évoque « la rouge tourmente » agitant le cœur de Porphyro,. Cela dit, la véritable importance du choix de Browning tiendrait au fait que « la teinte vermeille du porphyre est obtenue en pulvérisant (porphyrizing) un coquillage rouge d'une extrême dureté ou une dalle rocheuse tout aussi dure ». Ainsi, par la seule vertu du nom, Porphyria se trouverait naturellement liée à la teinture, au travail de la pierre, donc à l'art. La référence à l'art vaut surtout pour l'amant (cf. infra : un « Pygmalion » dans la section « Ovide » et « l'amant-artiste » dans la section « Et Dieu pourtant, qui n'a dit mot ! »).

### Résumé

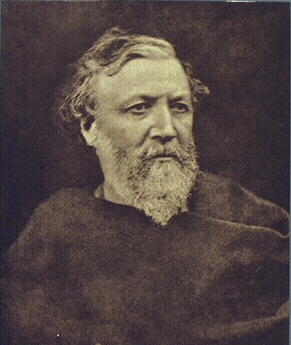
Portrait de Robert Browning.

Par un soir de tempête, un amant sans nom, seul dans sa chaumière campagnarde, entend Porphyria qui se glisse sans bruit à l'intérieur. Calmement, elle allume le feu qui réchauffe la maison, se dévêt de ses atours trempés, s'assied à ses côtés et se serre contre lui tout en murmurant de douces paroles qu'il écoute en silence. Ainsi, elle est venue, ayant bravé pour un soir la furie des éléments [et/ou des conventions sociales : on ne sait]. Pour autant, elle se dit trop faible, malgré les efforts de son cœur, pour briser définitivement les chaînes qui la retiennent. L'amant jubile : « Enfin je le savais, Porphyria m'adorait ». La blonde chevelure défaite flotte au-dessus de lui, il vient d'avoir une idée et tresse les cheveux en un cordon dont trois fois il entoure le cou offert par l'épaule dénudée, et serre. Puis il soulève les paupières et contemple l'azur des yeux qui rient encore, pose au creux de son épaule « la petite tête » souriante de voir « son tendre vœu exaucé », et ainsi demeure serré contre elle tout au long de la nuit. Et Dieu, dans tout cela, qui n'a dit mot.

## Une «tragédie» en miniature

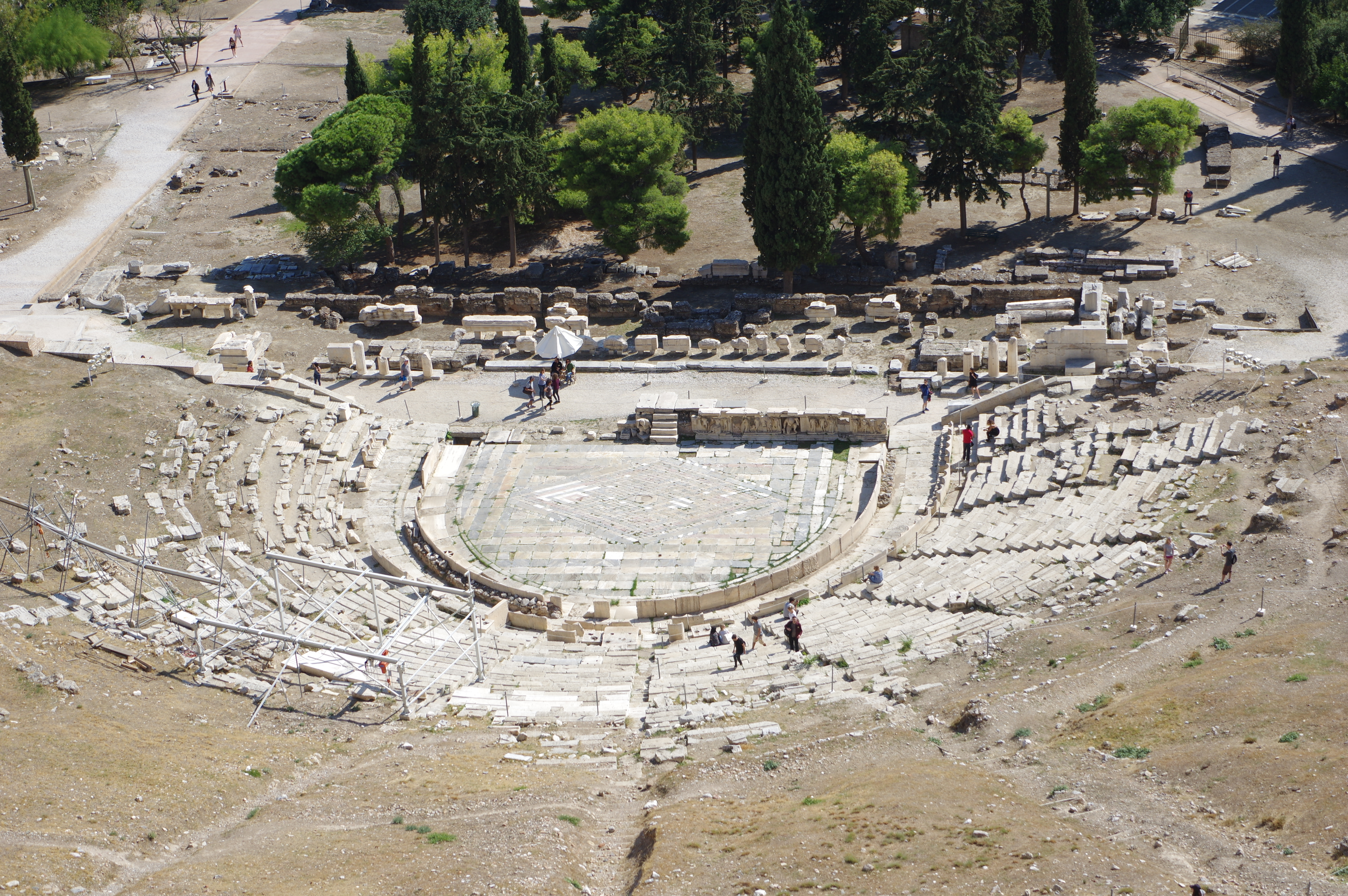
Le théâtre de Dionysos, berceau de la tragédie.

Le poème se déroule en cinq phases de différentes longueurs (la quatrième, celle où se précipite l'action, étant très brève), comme, dirait-on, une tragédie classique, avec unité de temps (une nuit), de lieu (une pièce), d'action, et même la règle de bienséance, celle qui exige qu'Horace tue Camille en coulisse (Pierre Corneille, Horace) ; ici, la violence est cachée par l'arme même du crime, la blonde chevelure de Porphyria.
La tempête (vers 1-15)
Le cadre : il y a l'extérieur et l'intérieur. Dehors, la nature se déchaîne, mutile et tue : les arbres sont amputés (3), le lac bouleversé (4). Dedans, règnent le silence et le froid (8) et (15). Y attend un homme dont on ne saura rien, sinon ce qui pourra être déduit de ses laconiques paroles. Le cœur battant (5), il entend Porphyria qui, telle une ombre furtive et discrète (« elle se glisse à l'intérieur » ([she] glided in) (6), ouvre la porte qu'elle referme bien vite, empêchant d'entrer la furie des éléments (7). De ce domicile sans âme, calmement, par sa bienfaisance naturelle, elle fait très vite un cocon de bien-être (8-11). Les gestes sont simples, logiques et méticuleux : les vêtements trempés (11-13), le feu qui luit, la chaleur d'un foyer.
Le foyer (vers 15-21)
Les prémices : règne désormais l'intimité, avec tous ses ingrédients, la lumière de la flamme (8), l'ardeur émanant de l'âtre (9), le corps partiellement dévêtu (17), l'ample chevelure dénouée (18). Alors, toutes ses tâches accomplies (last : « à la fin, en dernier ») (14), l'amante se glisse auprès de l'homme qu'elle sollicite avec douceur : son corps serré contre lui (16), sa main invitante (16), les cheveux taquins (18), de tendres paroles (21). Le silence qu'il garde (15) n'est pas menaçant, il incite même à la confidence (21).
La confession (vers 21-38)
Le catalyseur : alors (se multiplient les and (« et ») alignant ces faits l'un après l'autre), la femme parle, sans heurt, avec le calme furtif qu'elle a mis à rendre son âme à la chaumière. Jamais, peut-être, n'a-t-elle dit cela, qui la trouble depuis longtemps : elle l'aime, elle a bravé ce soir les interdits (qu'a symbolisés la tempête) ; pourtant, le calme n'est qu'apparent et l'habite une faiblesse, qu'elle sait ne pouvoir surmonter : s'opposer à une « fierté » / un « orgueil » (pride), dont l'identification est laissée au lecteur (sa propre fierté / son propre orgueil ? celle / celui d'une famille « plus futile » (vainer) ?), quoi qu'il en soit vaincre une pesanteur (sociale ? sentimentale ?), « trancher, dénouer » [dissever] »), forcer le destin (pour rompre d'autres liens ? [ties]), (21-25)). Mais (but) (26), mais très restrictif ici, marquant une rupture, du moins pour le lecteur, car pour le locuteur revivant la scène, il résulte de tous les précédents. Le plus naturellement du monde, dirait-on, ces mots, d'amour et d'hésitation tout à la fois, lui inspirent une idée (thought) (37-38).
Le meurtre (vers 38-42)
La paranoïa : d'emblée, une conclusion, cet amour confié, l'amant le mue en « adoration » (worshipped) (33). Cela lui confère des droits, voire des devoirs, envers lui-même et envers Porphyria. Lentement, avec la même méticulosité qu'elle a mise à donner la vie à la maison, lui, il va donner la mort ; les cheveux blonds éparpillés, ses doigts les tressent, puis trois fois en entourent le cou offert, et serrent (38-41). L'amant, à deux reprises, assure qu'elle n'a pas souffert (41-42).
Le dénouement (vers 42-60)
La catharsis : elle ne concerne que l'amant et les certitudes s'imposant à lui. Alors que son cœur battait à l'arrivée de Porphyria (5), le voici désormais empreint d'une folâtre sérénité (43-50). Jamais la belle ne lui a paru aussi vivante qu'en ce moment. Le bleu des yeux jette un éclat rieur (45), la joue rosit de plaisir (48), la petite (little) tête sourit (52), comme joyeuse (53). Et pourquoi cela ? Son vœu le plus cher (57) est exaucé, la voici libérée de l'objet de son mépris (54) et tout entière au bonheur d'avoir ancré à jamais l'affection de l'aimé (55). Aussi demeurent-ils immobiles (58), serrés l'un contre l'autre jusqu'à l'aube (59). Dieu reste silencieux (60) : serait-il en accord avec cette harmonie universelle désormais instaurée ?

## Poème et traduction
Le texte intégral de Porphyria's Lover est libre de droits d'auteur et est consultable, par exemple, sur Wikisource, de même que la traduction française figurant ici en regard du texte original (voir en fin d'article). Les soixante vers du poème sont numérotés pour faciliter la lecture du texte s'y rapportant.
| 1 The rain set early in tonight, 2 The sullen wind was soon awake, 3 It tore the elm-tops down for spite, 4 And did its worst to vex the lake: 5 I listened with heart fit to break. 6 When glided in Porphyria; straight 7 She shut the cold out and the storm, 8 And kneeled and made the cheerless grate 9 Blaze up, and all the cottage warm; 10 Which done, she rose, and from her form 11 Withdrew the dripping cloak and shawl, 12 And laid her soiled gloves by, untied 13 Her hat and let the damp hair fall, 14 And, last, she sat down by my side 15 And called me. When no voice replied, 16 She put my arm about her waist, 17 And made her smooth white shoulder bare, 18 And all her yellow hair displaced, 19 And, stooping, made my cheek lie there, 20 And spread, o'er all, her yellow hair, 21 Murmuring how she loved me — she 22 Too weak, for all her heart's endeavour, 23 To set its struggling passion free 24 From pride, and vainer ties dissever, 25 And give herself to me forever. 26 But passion sometimes would prevail, 27 Nor could tonight's gay feast restrain 28 A sudden thought of one so pale 29 For love of her, and all in vain: 30 So, she was come through wind and rain. 31 Be sure I looked up at her eyes 32 Happy and proud; at last I knew 33 Porphyria worshiped me: surprise 34 Made my heart swell, and still it grew 35 While I debated what to do. 36 That moment she was mine, mine, fair, 37 Perfectly pure and good: I found 38 A thing to do, and all her hair 39 In one long yellow string I wound 40 Three times her little throat around, 41 And strangled her. No pain felt she; 42 I am quite sure she felt no pain. 43 As a shut bud that holds a bee, 44 I warily oped her lids: again 45 Laughed the blue eyes without a stain. 46 And I untightened next the tress 47 About her neck; her cheek once more 48 Blushed bright beneath my burning kiss: 49 I propped her head up as before, 50 Only, this time my shoulder bore 51 Her head, which droops upon it still: 52 The smiling rosy little head, 53 So glad it has its utmost will, 54 That all it scorned at once is fled, 55 And I, its love, am gained instead! 56 Porphyria's love: she guessed not how 57 Her darling one wish would be heard. 58 And thus we sit together now, 59 And all night long we have not stirred, 60 And yet God has not said a word! | 1 La pluie fit tôt son entrée ce soir, 2 Et bientôt s'éveilla le vent bougon, 3 Qui de dépit déchira la cime des ormes, 4 Et fit de son mieux pour courroucer le lac. 5 J'écoutais, le cœur prêt à se rompre, 6 La furtive Porphyria qui entrait ; aussitôt 7 Elle referma la porte sur le froid et la tempête, 8 Et s'agenouilla ; le foyer sans joie s'embrasa 9 Et la chaumière retrouva sa chaleur ; 10 Cela fait, elle se leva, et dévêtit son corps 11 Du manteau et du châle ruisselants, 12 Et posa sur le côté ses gants souillés, dénoua 13 Son chapeau et libéra sa chevelure mouillée 14 Et, enfin, s'assit auprès de moi 15 Et m'appela. Nulle voix ne répondit, alors 16 Elle plaça mon bras autour de sa taille, 17 Et dénuda sa douce et blanche épaule, 18 Et fit s'onduler sa blonde chevelure, 19 Et s'inclinant, fit que ma joue là se posât, 20 Et dans la nappe de sa blonde chevelure, 21 Murmura combien elle m'aimait - elle, 22 Trop faible, malgré les efforts de son cœur, 23 Pour libérer sa passion en butte 24 À l'orgueil, et trancher des liens plus vains 25 Et s'abandonner à moi pour jamais. 26 Mais parfois triomphe la passion, 27 Et l'aimable fête de ce soir ne put contenir 28 La soudaine pensée de qui blêmit 29 D'amour pour elle, et pour rien. 30 Ainsi, bravant pluie et vent, elle était venue. 31 Soyez-en sûr, je levais les yeux vers les siens 32 Heureux et fier ; enfin je le savais, 33 Porphyria m'adorait : la surprise 34 Gonfla mon cœur, et il grandit encore 35 Pendant que je délibérais sur quoi faire. 36 À ce moment elle était mienne, oui, mienne, 37 Belle et si pure et si bonne : je la trouvais, 38 La chose à faire, et toute sa chevelure 39 En un long cordon jaune j'enroulais 40 Trois fois autour de sa petite gorge, 41 Et l'étranglais. Elle ne ressentit aucune douleur ; 42 Je suis bien sûr qu'elle ne ressentit aucune douleur. 43 Tel un bouton de fleur retenant une abeille, 44 Ses paupières prudemment je soulevais : 45 Riaient encore les yeux bleus sans ombre. 46 Alors je desserrais la tresse 47 Autour de son cou ; sa joue à nouveau 48 S'enflamma sous mes baisers brûlants : 49 Je lui relevais la tête comme avant, 50 Mais cette fois mon épaule soutenait 51 Sa tête, sur elle une fois de plus affaissée : 52 La petite tête souriante et rose, 53 Tout à la joie que se fît son extrême volonté, 54 L'objet de son mépris aussitôt enfui, 55 Et moi, son amour, à sa place conquis ! 56 L'amour de Porphyria : son tendre vœu, 57 Comment il serait exaucé, elle ne l'avait pas deviné. 58 Nous voici donc assis ensemble maintenant, 59 Et de toute la nuit, nous n'avons bougé, 60 Et Dieu pourtant, qui n'a dit mot ! |

## Origines historiques

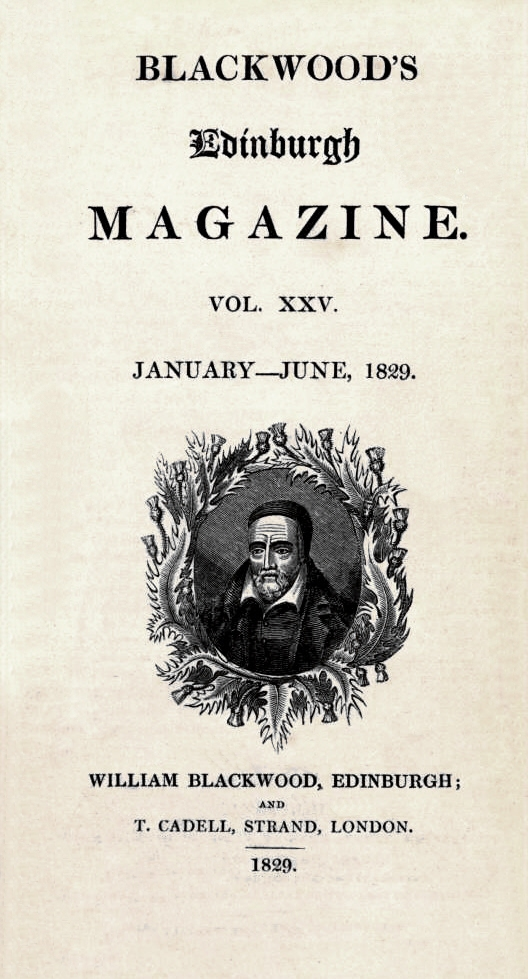
Blackwood's Edinburgh Magazine.

Selon Catherine Ross, parmi d'autres critiques, il est possible que Browning se soit inspiré de Extracts from Gosschen's Diary (« Extraits du journal de Gosschen ») de John Wilson, dont il connaissait des extraits. Cet ouvrage, publié par le Blackwood's Magazine en 1818, rapportait les circonstances macabres d'un meurtre particulièrement violent. De plus, un ami du poète, Bryan Procter (alias Barry Cornwall), avait fondé son propre poème Marcian Colonna (1820) sur cette même source, et c'est lui qui aurait eu l'idée de la dernière attitude du meurtrier, resté assis auprès de sa victime durant toute la nuit,. Pourtant, selon Michael Mason, les différences l'emportent sur les ressemblances et l'amant de Browning est moins aliéné que son modèle ; le poète, qui s'intéressait aux avancées de la psychiatrie, aurait conçu un personnage souffrant de « folie rationnelle », c'est-à-dire présentant les signes de la santé mais mu par de violentes pulsions destructrices. Mason voit d'ailleurs dans cette hypothèse une explication crédible aux hésitations de Browning sur le titre général Madhouse Cells, qu'il a retiré, puis repris,.

## Les antécédents littéraires

### Shakespeare

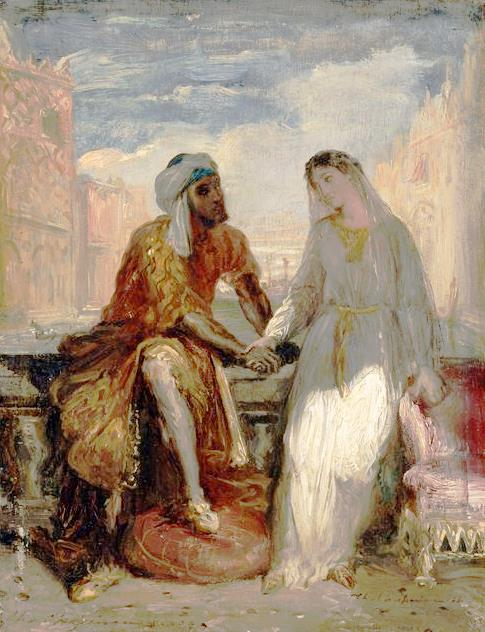
Othello et Desdémone à Venise par Théodore Chassériau (1819–1856).

Les deux précédents littéraires de référence qui concernent un meurtre par jalousie se trouvent dans le théâtre de Shakespeare avec Othello et A Winter's Tale (« Un Conte d'hiver). Dans le premier drame, Othello, manipulé par celui qu'il croit être son meilleur ami, Iago, étouffe Desdémone (Desdemona), son épouse irréprochable. Le second expose Leontes, roi de Sicile, qui, lors d'une crise de jalousie soudaine, brise le sort de toute sa famille. Dans les deux cas, c'est l'homme qui est coupable, alors que la femme victime reste exemplaire. Catherine Maxwell résume la thèse souvent rencontrée selon laquelle Browning s'est inspiré de Shakespeare pour Porphyria's Lover (et aussi pour My Last Duchess). Elle voit dans Othello « un héros éponyme romantique et passionné » (the eponymous protagonist […] a romantic and passionate figure), qui idéalise ce qu'elle appelle « la mort dans la béatitude » (death in bliss) rappelant Keats qui, dans son « Ode au Rossignol » (Ode to a Nightingale) exalte la somptuosité d'une mort engourdie : « Maintenant plus que jamais, mourir paraît somptueux, / Disparaître ainsi sur le coup de minuit et sans souffrir » (Now more than ever it seems rich to die, / To cease upon the midnight with no pain), strophe VI, vers 55-56. Porphyria's Lover offrirait une parodie de cette idéalisation romantique puisque le moment précis où l'amant se persuade que Porphyria est toute à lui devient aussi celui qu'il choisit pour la préserver à jamais et, assure-t-il, sans souffrance, vers 41-42. Comme Othello qui a choisi l'étouffement qui n'attente pas à l'intégrité du corps, V, 2, 13-15, l'amant, selon Catherine Maxwell, « érotise » l'acte et son résultat en une parade amoureuse d'outre-tombe. En fait, la seule différence, c'est que si Othello se rend compte de l'irrévocabilité de cet acte, l'amant de Porphyria, lui, en paraît totalement inconscient.

### Ovide

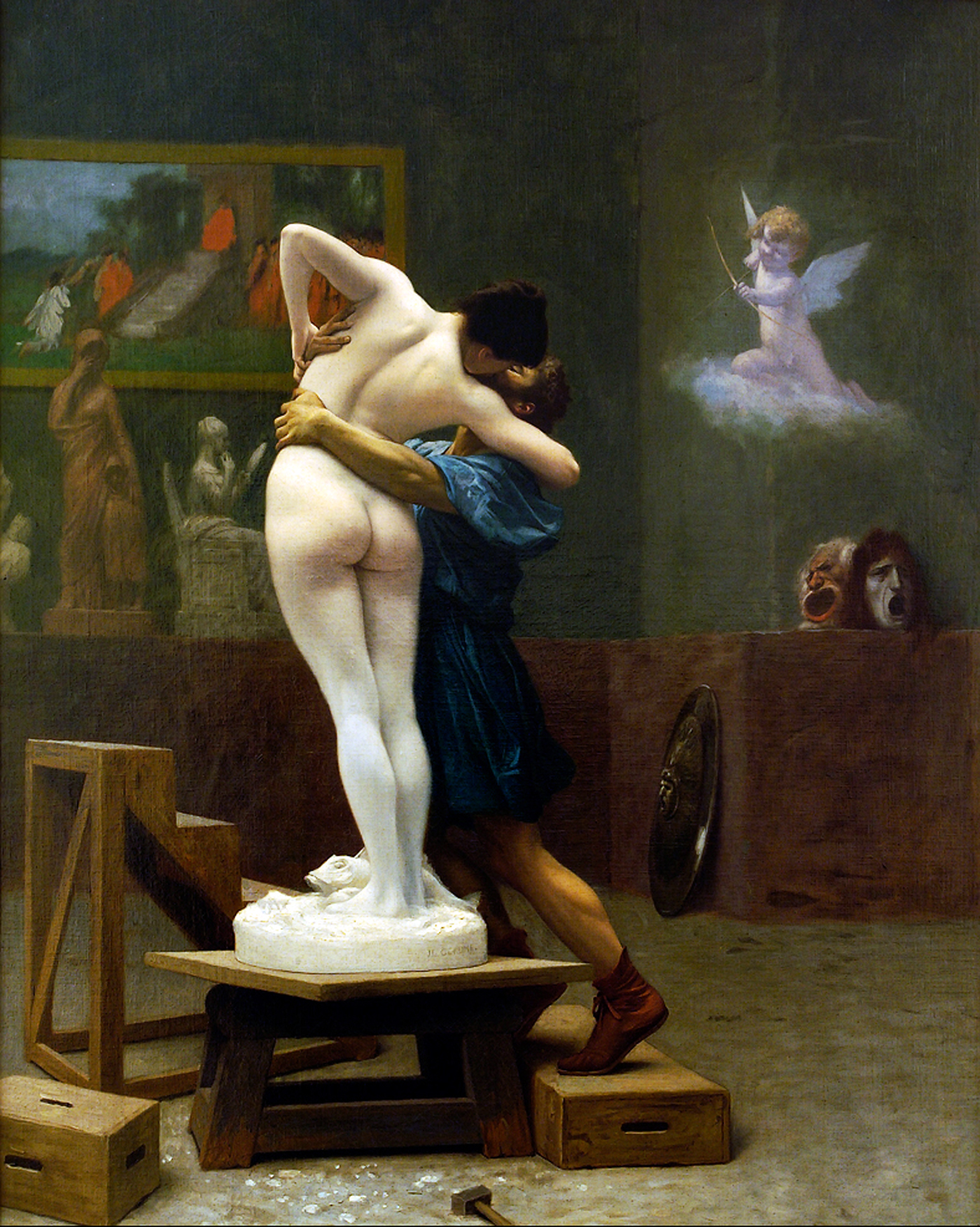
Pygmalion et Galatée, par Jean-Léon Gérôme.

C'est encore Catherine Maxwell qui s'est penchée sur cette possible référence de Browning pour Porphyria's Lover. Le mythe de Pygmalion concerne un sculpteur chypriote qui, victime de sa misogynie (aucune femme n'a grâce à ses yeux), crée dans la pierre la créature parfaite dont il rêvait, puis s'éprend follement de son œuvre. Aphrodite (Vénus), ayant pitié de sa morosité, anime la statue, devenue Galatée (anglais : Galatea), qu'il pourra épouser. Les noces se déroulent en présence de la déesse, et de l'union naîtront deux filles, Paphos et Matharmé. Dans Porphyria's Lover, le mythe s'inverse, puisque c'est dans la mort et non la vie que ce sculpteur d'un nouveau genre trouve l'œuvre parfaite de son choix : une Galatée annihilée aux mains d'un Pygmalion à rebours.

## Interprétations
À ce stade, le poème bascule dans le champ de l'interprétation. On peut se demander s'il décrit le raisonnement vicié mais à la logique imparable d'une paranoïa psychotique. C'est l'explication privilégiée, encore que d'autres radicalement opposées (par exemple, celle de J. T. Best sur l'euthanasie de la jeune femme souffrant de la maladie qui porte son nom (cfr. infra), semble-t-il, font florès. Certaines ne rencontrent pas l'unanimité, comme celle qu'expose, parmi d'autres, Catherine Ross, selon laquelle les « joues roses », les « yeux rieurs » et le « visage souriant » prouvent que la jeune femme n'est pas morte : l'amant, loin d'avoir commis un meurtre, se serait livré à un acte d'asphyxie érotique. D'autres soutiennent que le narrateur est une narratrice, ou la sœur, voire la mère de la victime, ou encore que Porphyria est une gentille voisine venue s'occuper d'un homme solitaire, et même, simple produit d'une imagination enfiévrée, bref qu'elle n'a pas d'existence réelle. La plupart des exégètes privilégient la thèse selon laquelle le locuteur est un être souffrant d'un délire psychotique dont les causes sont diversement interprétées.

### Fou meurtrier ou mâle dominateur

#### Le psychopathe
Un malade mental

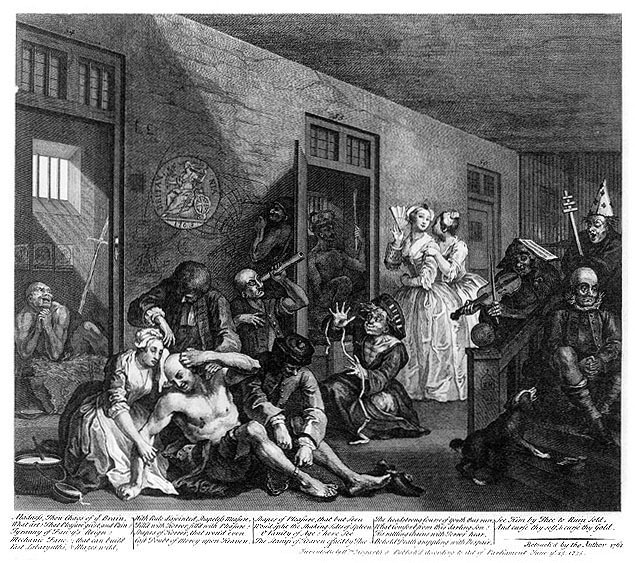
In The Madhouse, planche 8 du Rake's Progress, de William Hogarth.

Le fait que Browning ait conçu Porphyria's Lover comme la première partie d'un petit ensemble intitulé Madhouse Cells (« Cellules d'asile d'aliénés») n'est pas anodin. D'autre part, Soliloquy of the Spanish Cloister, second poème du distique, met en scène un personnage lui aussi trouble, souhaitant la mort et la damnation de Frère Lawrence, l'objet de son inimitié : « Je lui ferai le croche-pied de la fin, / Archi-sûr du paradis qu'il sera, / Je le ferai valser et filer dans les airs / Et il se retrouvera en enfer, ce Manichéen » (If I trip him just a-dying, / Sure of heaven as sure can be, / Spin him round and send him flying / Off to hell, a Manichee?). Ainsi, les poèmes du recueil s'organisent sur une thématique somme toute similaire : la pathologie mentale, explorée successivement dans deux cas de gravité différente.
Une parole ambiguë
Aussi, les paroles du meurtrier sont-elles à prendre avec prudence, parce que l'on ne sait s'il s'agit-il d'une confession, du locuteur seul ; on ne sait pas non plus s'il s’adresse à un prêtre ou à un médecin. On s'est demandé ces propos sont entendus, surpris, voire un fantasme. Le personnage de Porphyria, lui aussi, donne lieu à bien des supputations quant à savoir si elle une victime innocente ni qui elle est, amante ou bourgeoise en mal d'émotions. Peut-être est-elle une séductrice. Seule certitude, il s'agit d'une rencontre clandestine, donc à l'encontre des codes sociaux ; à ce compte, le poème en annonce d'autres : Meeting at Night et Parting at Morning, par exemple, qui traitent de l'amour volé.

#### La volonté de puissance?
L'homme souverain

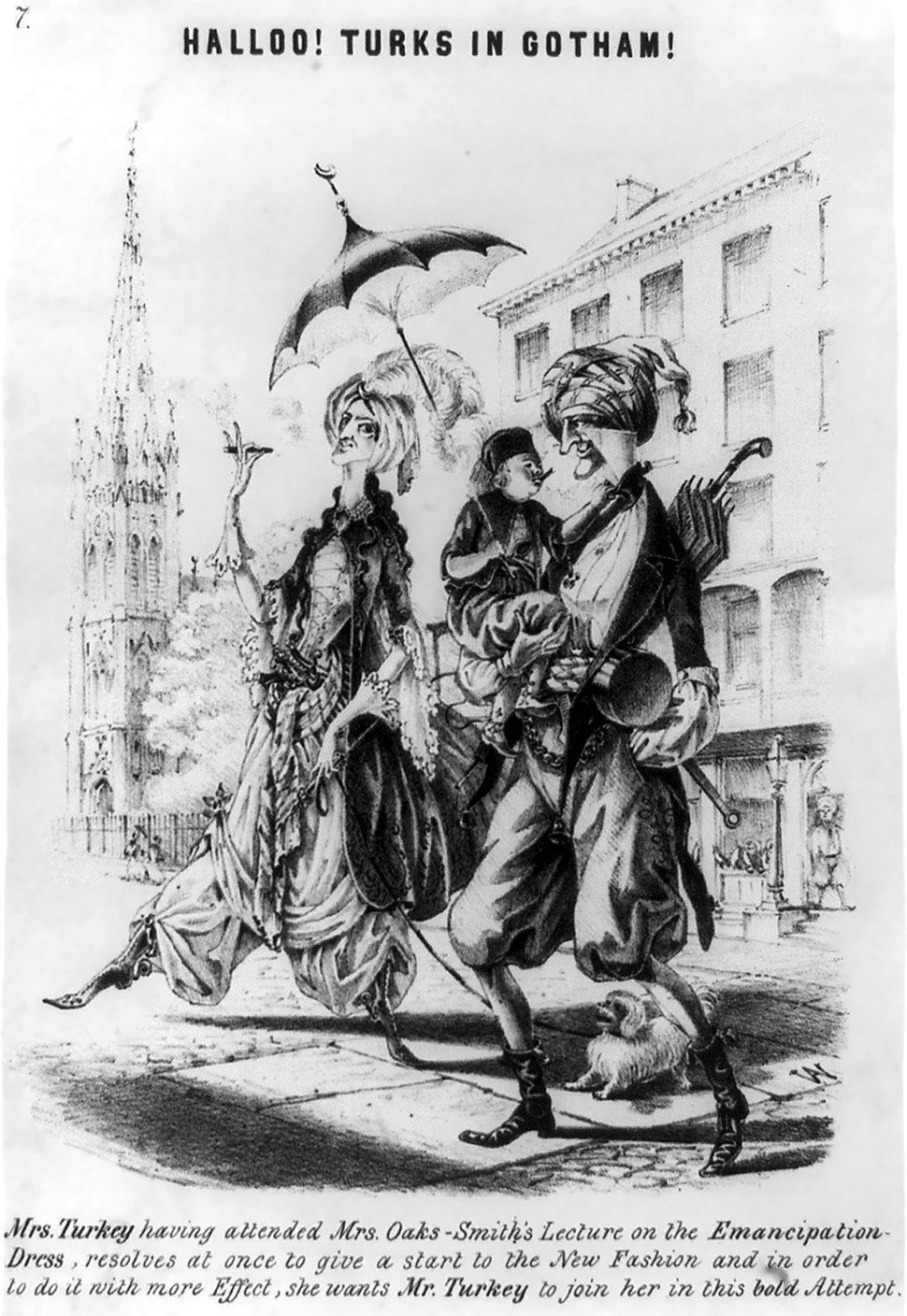
À la rescousse ! Les Turcs arrivent à Gotham ! (1851).
Caricature victorienne sur le reversement des rôles et l'émancipation des femmes.

C'est la thèse sociologique, prolongée d'exégèses psychanalytiques que reprennent nombre de critiques s'appuyant sur les travaux de Jeffrey Richards ou de Carter J. Wood, ensuite repris par Martin Wiener. La société victorienne élève les hommes dans l'idée qu'ils sont faits pour exercer leur pouvoir sur eux-mêmes et sur la terre qui leur a été confiée par Dieu. Sur la terre existe un sexe « considéré comme inférieur sur les plans intellectuel, physique et émotif ». C'est le sexe féminin, à l'endroit duquel il est légitime que l'homme exerce son pouvoir. Or, le locuteur reste passif devant une Porphyria manifestement plus apte que lui. Elle agit, elle travaille, elle parle, elle prend des initiatives amoureuses, alors qu'il est immobile et silencieux ; comme le remarquent Catherine Maxwell et Jeffrey Richards, elle se pose en partenaire dominant et, de ce fait, les rôles sont inversés,. Cette domination constitue un déni de masculinité que le locuteur se réapproprie de la plus brutale façon au moment précis où il prononce le mot mine (« à moi ») répété deux fois. Le meurtre s'affirme ainsi comme l'acte de préservation d'une autorité retrouvée. Catherine Maxwell souligne le changement d'attitude de l'amant comme libéré par son crime : à son tour, il agit, parle, prend des initiatives, reproduisant en quelque sorte mais de macabre façon, les gestes qui lui ont été dispensés (vers 49-51) ; maintenant, Porphyria est à sa place, réduite, diminuée : little (« petite »), comme il se plait à le souligner (vers 52).
Le déni de sexualité
L'idée principale est que l'assurance montrée par Porphyria est aussi d'ordre sexuel. À ce compte, le feu qu'elle allume ou ravive dans l'âtre serait symbolique de sa nature passionnée, et la montée des flammes (up) semblable à une érection. Après ce prélude symbolique, le poème se fait plus explicite : se dévêtant peu à peu, lâchant sa blonde (yellow répété trois fois) chevelure, elle se livre à une parade d'amour s'apparentant à un strip-tease, si bien que Catherine Ross conclut : « ([elle] est mue par une puissante passion sexuelle et par le désir de la maîtriser, mais elle vit dans une société qui décourage les deux » ([she] is driven by a powerful sexual passion and the desire for agency, but she lives in a society that discourages both). Ainsi, cette femme, glissant (gliding) tel un ange, « belle, pure et bonne » (fair, pure and good), véritable allégorie de la virginité, se révèle sensuelle et même hardie, et pour cela, elle doit mourir. En l'exécutant, analyse Stephanie McConnell, l'amant rétablit l'ordre des choses et confirme « [la] solidité et la permanence de sa culture et de son pays » (the solidity and the permanence of his culture and his country). Autrement dit, la morale sociale a le dernier mot sur la morale tout court.
« Et Dieu pourtant, qui n'a dit mot ! »

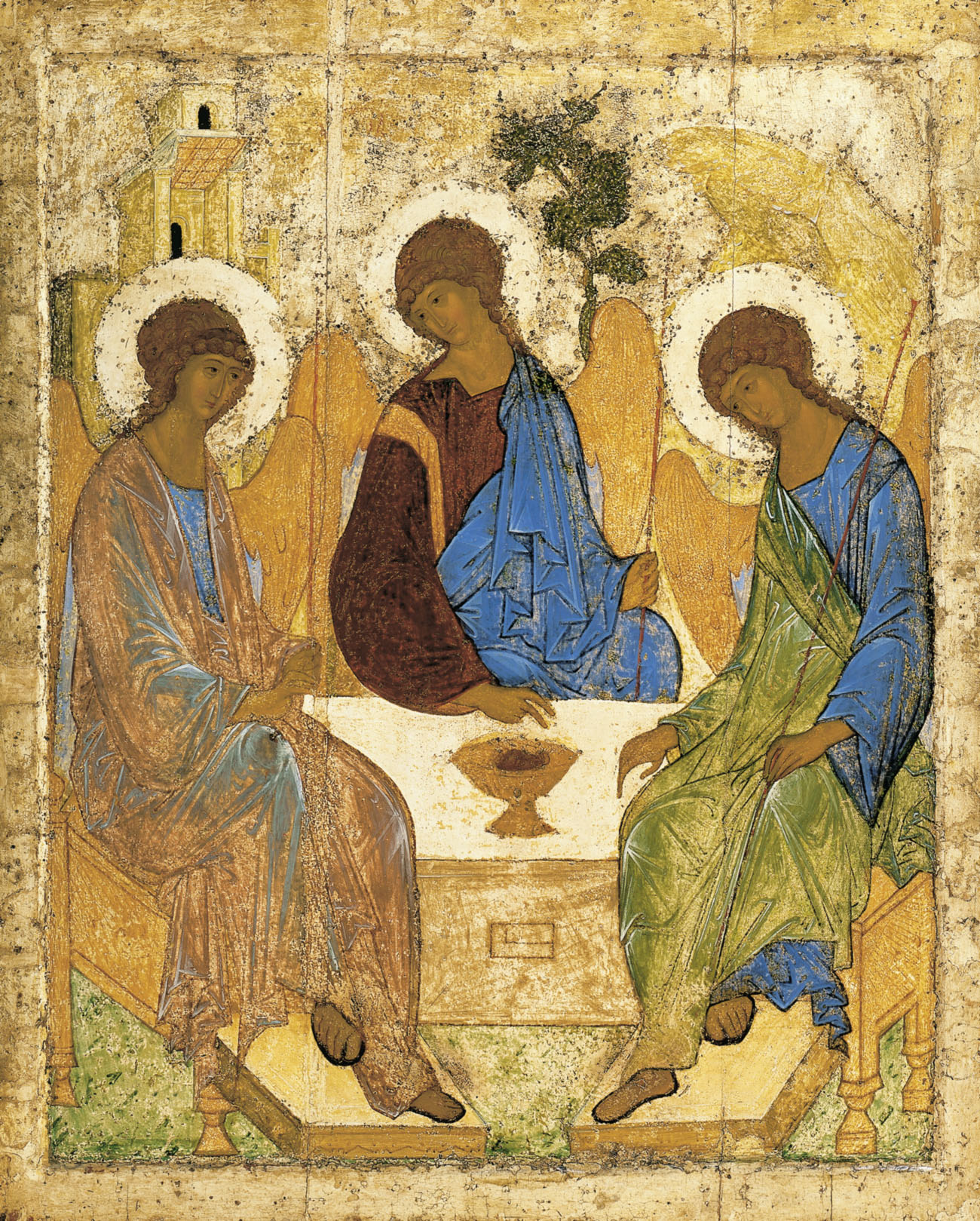
Icône dite de la Trinité de saint André l'Iconographe.

And yet God has not said a word! : cet énigmatique dernier vers donne lieu à de multiples supputations. La plus communément admise découle de l'analyse précédente : la volonté de puissance et son corollaire, le déni de sexualité. Selon Catherine Maxwell, l'ultime mention de Dieu complète la hiérarchie patriarcale Citoyen-État-Dieu que représente à lui seul l'amant, devenu à la fois destructeur et créateur. « Le locuteur, explique-t-elle, accédant au statut de divinité […] masculine, devient le créateur de son propre égal » (succeeding to the position of […] masculine deity, becomes the creator of his own match). Sur cela, Stéphanie McConnell renchérit en faisant du meurtrier un artiste fier de sa créature, parfaite puisque désormais en accord avec l'idéal. Et la Divine Parole étant absente, le nouveau démiurge fait entendre la sienne, péremptoire, qui énonce des vérités dont l'évidence se devait d'être rappelée. Stephanie McConnell va même plus loin lorsqu'elle voit dans la chevelure passée trois fois autour du cou une référence symbolique à la Trinité de l'Église catholique (Roman Catholic Church),.
Le rôle de Browning
Si l'on s'en tient à cette hypothèse, il est évident que le but de Browning n'est pas de glorifier la société victorienne, mais au contraire de la condamner. Tel est, en tous les cas, l'argument que soutient Christine Utz, qui s'appuie sur les travaux de Melissa Valiska Gregory et Sandra M. Gilbert et Susan Gubar,,. Le poème, écrit-elle, « illustre la crise de violence des sexes qui sévissait du temps de Browning. [Le poète] a voulu choquer en exposant l'indécence de la réaction masculine à l'autonomie de la femme » (« stand[s] as [an] exampl[e] of the actual crisis of gender violence occurring at the time Browning was writing. His intention in writing such a shocking poem was to expose the indecency of the male response to female autonomy […]) ».

### L'acte de compassion

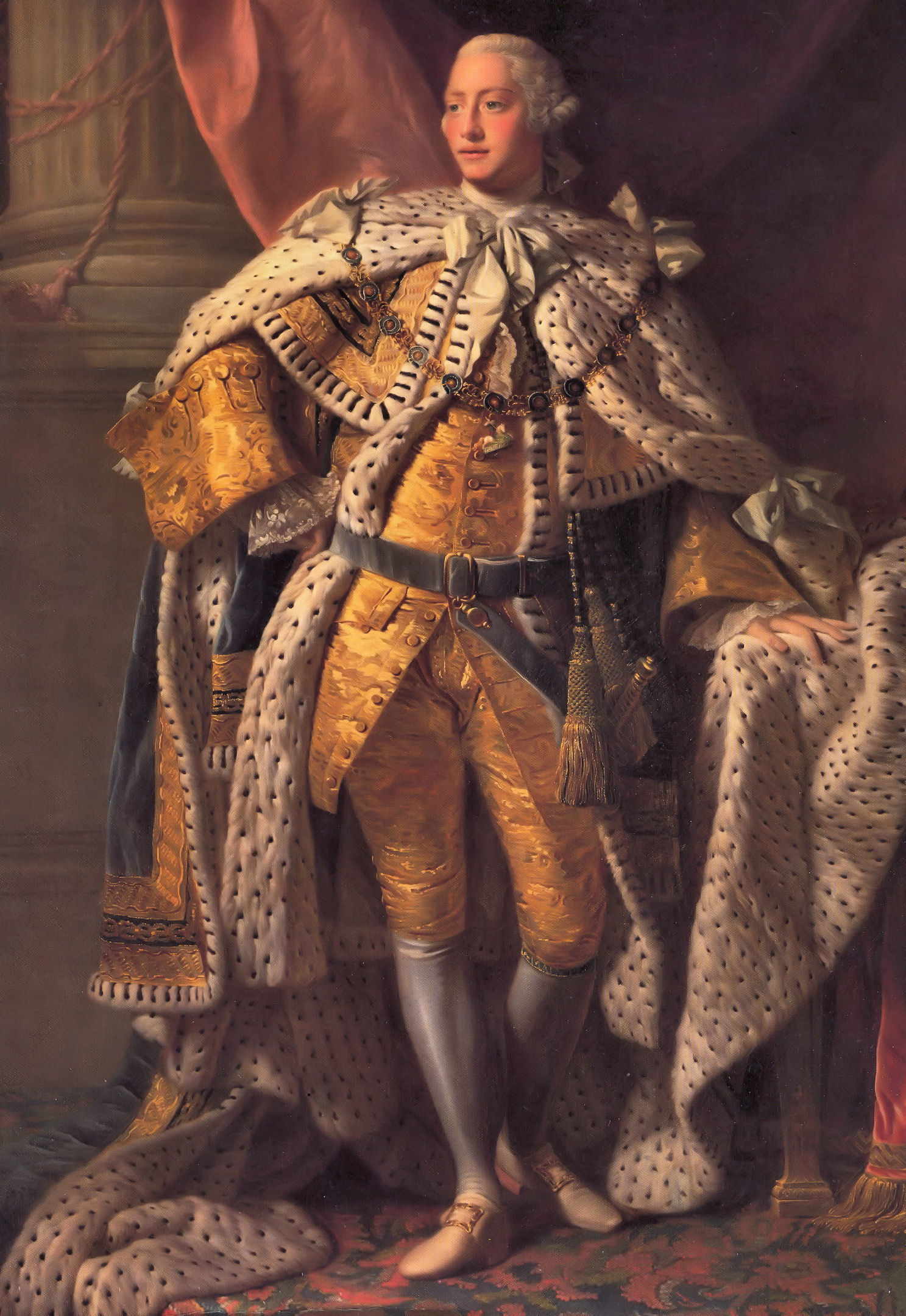
George III, victime de la porphyrie.

C'est la thèse proposée par J. T. Best, qui met en avant les arguments suivants : le poème, dans l'édition de 1842, était certes groupé avec Johannes Agricola in Meditation sous le titre Madhouse Cells (« Cellules d'asile d'aliénés »), ce qui laisse entendre qu'il conte l'histoire d'une personne frappée par la démence (voir ci-dessus). Mais c'est de Porphyria qu'il s'agit, Porphyria victime de porphyrie (porphyria en anglais), maladie dont souffrit le roi George III à la fin de sa vie, et qui lui fit perdre la raison. De fait, certaines formes de porphyrie, telle que la porphyrie hépatique, se caractérisent par des crises neurologiques aiguës (apoplexie, psychoses, accompagnées de terribles douleurs abdominales et dorsales).
De nombreux indices - outre le nom même de Porphyria - sont semés par Robert Browning tout au long du poème : les tâches domestiques dont s'occupe la jeune femme dès son entrée témoignent d'une longue et paisible relation. La « faiblesse » dont elle fait preuve (Too weak, « trop faible »), la pâleur qu'évoque le narrateur (one so pale, « quelqu'un d'aussi pâle ») seraient autant de signes cliniques. L'amant se désespère de voir son amour battu en brèche par ce mal (For love of her, and all in vain, « pour l'amour d'elle, et tout cela en vain »). Aussi trouve-t-il une seule solution : étrangler sa bien-aimée sans la faire souffrir, répondant ainsi à « son tendre vœu, comment il serait exaucé, elle ne l'avait pas deviné » (she guessed not how / Her darling one wish would be heard.), vers 51-52.
Ce serait donc par amour, pour mettre un terme aux souffrances et à la folie de sa bien-aimée qu'il lui donnerait une mort miséricordieuse, comme en témoignerait le sourire dont elle le gratifierait jusqu'au-delà du trépas.

## Forme poétique

### Une seule voix
À la différence du soliloque dans lequel le personnage, seul (solus) et déjà connu, est censé marquer un temps d'arrêt avant une décision qui fera progresser l'action, le monologue plonge ex abrupto le lecteur dans une crise dont il ne sait rien et dont il apprendra tout.
Selon M. H. Abrams dans son A Glossary of Literary Terms (Glossaire des termes littéraires), publié pour la première fois en 1957, le monologue dramatique se définit en particulier par un locuteur s'adressant à un auditeur silencieux implicite, dont d'ailleurs les réactions transpirent par les inflexions du discours monologué.
Comme le précise Éric Eigenmann, « Mieux que par la présence physique d'un second personnage, c'est par celle que manifeste ou représente l'énoncé lui-même qu'on distingue le plus clairement le monologue et le soliloque, dont les dictionnaires et manuels spécialisés donnent des définitions contradictoires.
On conviendra – dans le sillage de Jacques Schérer (1983) et d'Anne-Françoise Benhamou – que le monologue désigne le discours tenu par un personnage seul ou qui s'exprime comme tel, s'adressant à lui-même ou à un absent, lequel peut être une personne (divine ou humaine, voire animale) ou une personnification (un sentiment, une vertu : « mon cœur », « mon devoir », éventuellement une chose). Tout monologue est ainsi plus ou moins dialogué, car l'on parle toujours à quelqu'un, ne serait-ce qu'à soi-même », alors que le soliloque se limite à un discours « abolissant tout destinataire ».
Comme son compagnon d'édition Soliloquy of the Spanish Cloister, Prophyria's Lover ne fait entendre qu'une seule voix. Point d'auditeur ici, point d'allocutaire auquel s'adresse le locuteur, si bien qu'il se présente sous la forme d'un soliloque plutôt que d'un monologue qui, lui, implique une présence. Cette voix, semble-t-il, s'adresse à elle-même sans support géographique ou identité sociale, avec pour seul repère la situation qu'elle crée elle-même. Comme l'écrit K. W. Gransden, « toute externalité a cessé d'exister, et il ne reste que la structure de la situation à quoi se référer » (all externality has ceased to exist, and we can relate only within the structure of the situaion itself).

### Un cheminement trouble et troublé
Porphyria's Lover est un monologue dit sans hâte, avec la précision clinique d'un esprit apparemment maître de soi. Cette suite d'événements, dont chacun est, semble-t-il, traité de la même manière est jalonné par la plus banale des conjonctions, « and » (répétée 29 fois en 60 vers), dont l'accumulation constitue un degré zéro de la rhétorique. Toutefois, de façon subreptice, le ton évolue à chaque phase, reflétant par-là une humeur qui, malgré le calme affiché, s'altère jusqu'au paroxysme : au début domine une certaine froideur du discours en accord avec celle du dehors et du dedans, puis, alors que s'échauffe la chaumière, le propos se fait plus chaleureux, sans qu'on sache vraiment s'il s'agit d'un effluve de sentiment amoureux ou de la montée d'une aigreur jalouse. Au moment de l'acte, la précision clinique de la description trouble, par son laconisme même (quatre propositions y suffisent), le jugement du lecteur qui, percevant désormais la portée de certaines déclarations précédentes, prend de la distance envers le locuteur et assiste en spectateur horrifié à l'exaltation contrôlée dominant la dernière partie.
Betty S. Flowers a montré que ce cheminement, énigme et chant d'amour à la fois, est ponctué de troublante façon. Les deux-points, explique-t-elle, situés à la fin des vers 4 et 25, de même que ceux qui séparent le vers 27, expriment l'hésitation voire la dislocation. De même, ajoute Simon Petch qui poursuit l'analyse, « la fin brutale d'une phrase au milieu d'un vers brise le schéma lyrique » (disrupts the lyrical pattern). Cela se passe à deux moments clefs, aux vers 14 et 15 : And last, she sat down by my side / And called me. When no voice replied […], et lors même du meurtre (vers 41). La voix se fait alors neutre, comme détachée, « étrangère à toute personnalité » (removed from any conception of personality), écrit Petch. De plus, il y a contraste entre le flux apparemment naturel de ce parler ordinaire et, d'une part, les brisures du schéma rythmique inconstant, et, de l'autre, le cadenassage en strophes rendues rigides par leurs rimes en A/B/A/B/B (cf. ci-dessous), cet assemblage conflictuel révélant la « folie dissimulée dans la présentation de soi raisonnée que fait le locuteur » (The intensity and asymmetry of the pattern suggests the madness concealed within the speaker’s reasoned self-presentation).

### Métrique
Techniquement, le poème présente une facture métrique plutôt simple, mais avec de subtiles variations.
- Strophes : douze strophes, souvent imprimées sans solution de continuité, de cinq tétramètres (octosyllabes) :

1 The rain set early in tonight, 

2 The sullen wind was soon awake, 

3 It tore the elm-tops down for spite, 

4 And did its worst to vex the lake:

5 I listened with heart fit to break. (substitution spondaïque) (— —)
- Vers (iambe : The rain). Chaque vers est de rythme binaire iambique (syllabe non accentuée + syllabe accentuée, noté par convention [u —]), mètre de l'exposé narratif, assez régulier, quoique avec des substitutions spondaïques peu significatives (— —), et surtout trochaïques (syllabe accentuée + syllabe non accentuée, noté par convention [— u]) aux moments clefs du discours, donc de l'action narrée.
- Substitutions (spondaïque : heart / fit — trochaïque : mur / mu / ring). La substitution trochaïque a pour effet de briser le rythme andante de l'iambe par une inversion des temps faible et fort, de façon à mettre en relief la soudaineté ou la violence d'une action, ou encore d'une prise de parole. À vrai dire, elle n'intervient que deux fois, aux vers 21 et 32 : murmuring (21), Happy and proud (32). Dans le premier cas, c'est Porphyria à qui le locuteur a donné la parole en un discours rapporté : elle murmure combien elle aime son amant ; dans le second, c'est le meurtrier qui parle, l'inflexion de la substitution métrique constituant la seule aspérité trahissant une émotion, d'ailleurs vite rattrapée par l'adjonction de l'iambe qui suit, ce qui, avec les deux pieds combinés, constitue un choriambe, réservé aux occasions amples et solennelles (trochée + iambe, deux syllabes non accentuées entre deux syllabes accentuées, notation : — u u —).
- Rimes (rimes en A/B/A/B/B : night (A) / wake (B) / spite (A) / lake (B) / break (B)). À cela s'ajoute le schéma des rimes (A/B/A/B/B) déjà analysé (cf. supra), avec l'inhabituelle combinaison de deux rimes suivies en conclusion de chaque strophe (B/B), associées à trois qui sont alternées (A/B/A). Cette disposition produit un effet de martèlement syncopé, élément perturbateur d'un rythme narratif plutôt stable[11].

## Porphyria's Loverdans la culture

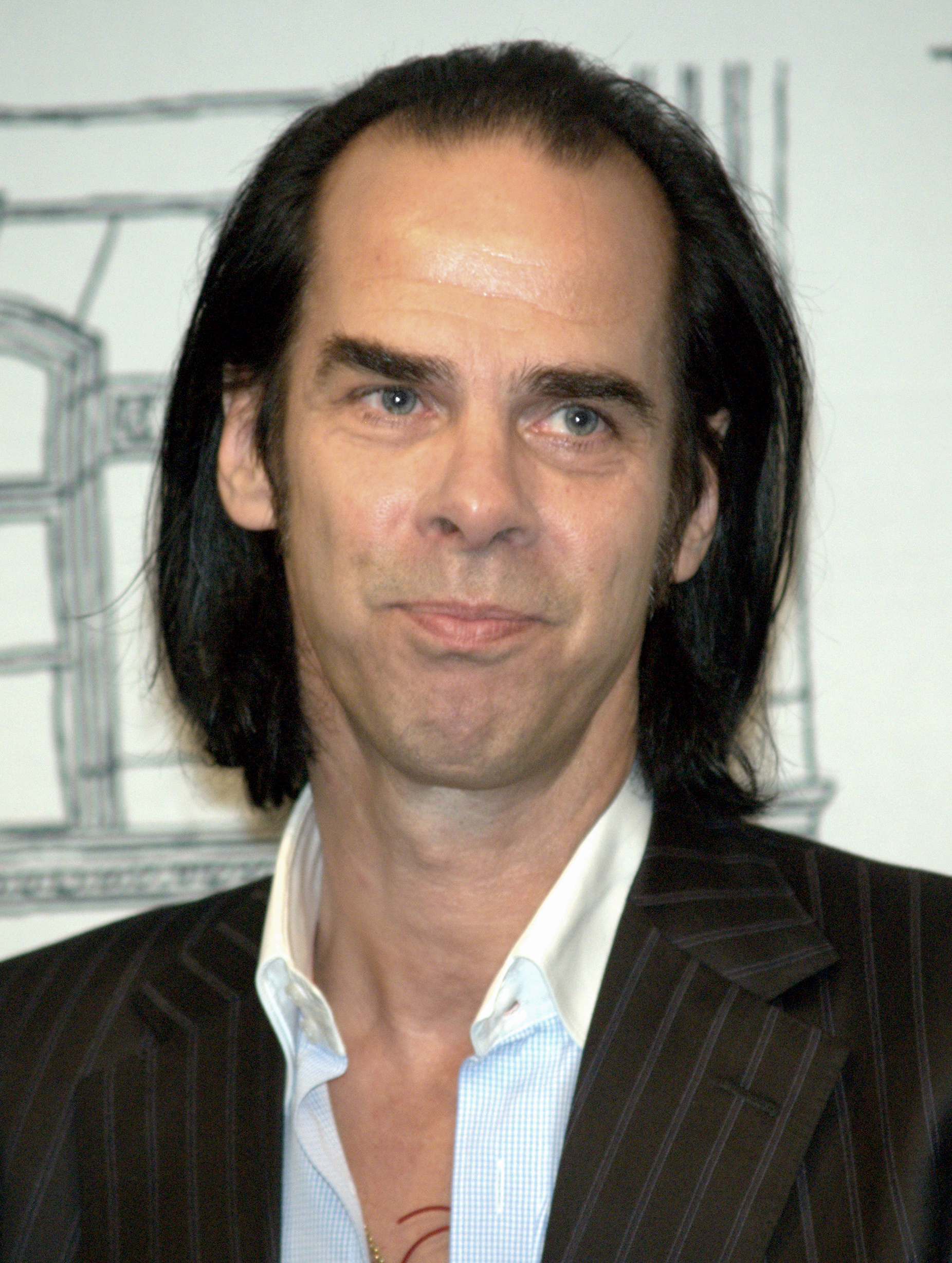
Nick Cave à New York en 2009.
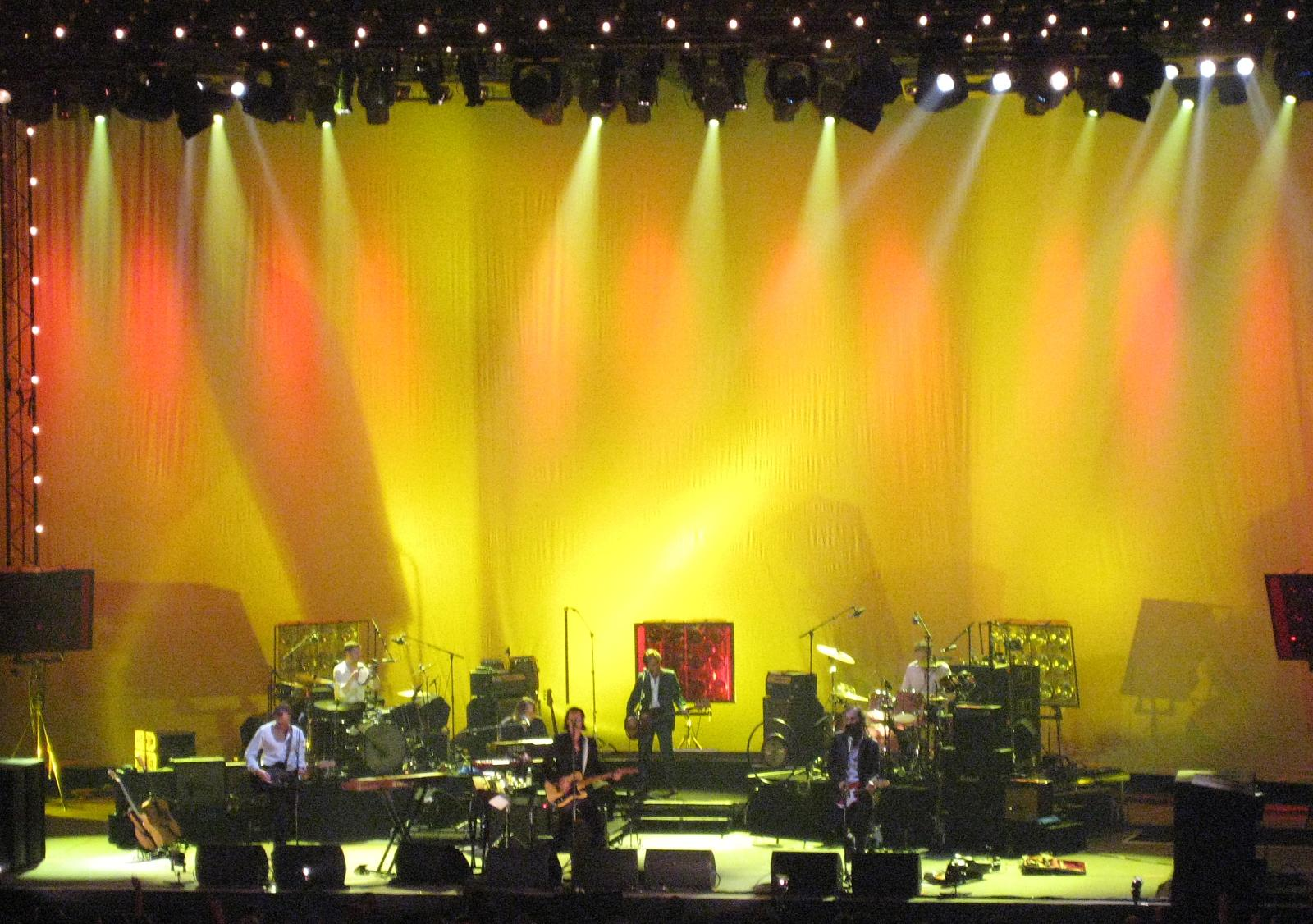
Nick Cave et les Bad Seeds à Baladona.
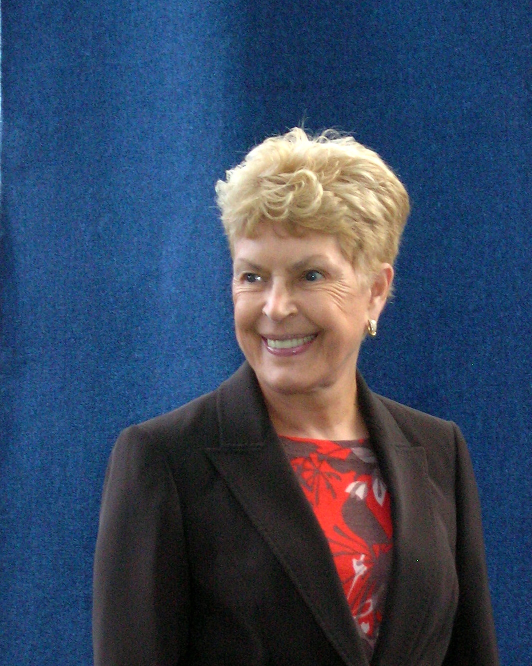
Ruth Rendell, auteur de Lizzie's Lover.
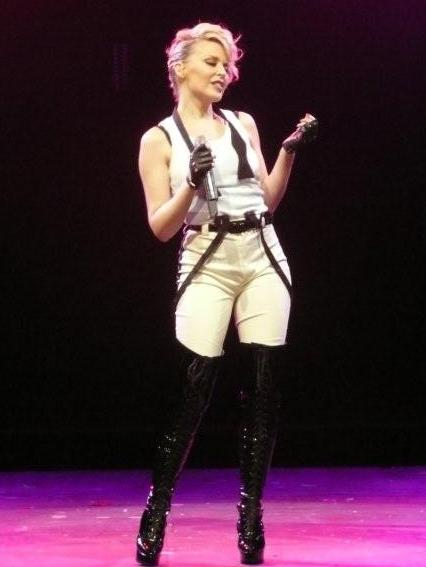
Kylie Minogue à Berlin en 2008.

- Le musicien anglais Peter Fribbins, né à Londres en 1969, a composé une œuvre pour flûte et piano intitulée Porphyria's Lover. Il écrit :

« Le titre est emprunté au poème du même nom de Robert Browning. C’est à mon avis un poème remarquable, plein de passion, d’images vivantes, et imprégné de touches de folie et de distorsion (ici littéralement sous la forme de la maladie de porphyria, une maladie héréditaire produisant des douleurs abdominales et de la confusion mentale) qui semblent typiques de tant d’œuvres romantiques. »
- Maggie Power, romancière, a écrit un roman portant le même titre que le poème de Browning (1995).
- Where the Wild Roses Grow, chanson composée par l'auteur-compositeur-interprète australien Nick Cave pour le 9e album de Nick Cave and the Bad Seeds, Murder Ballads, 1996, s'inspire du poème de Browning. Nick Cave l'interprète en duo avec la chanteuse australienne Kylie Minogue.
- Ruth Rendell, romancière, s'est inspirée du poème dans sa nouvelle Lizzie's Lover.